# Bartsia bartsioides
Bartsia bartsioides là loài thực vật có hoa thuộc họ Cỏ chổi. Loài này được (Hook.) Edwin mô tả khoa học đầu tiên năm 1971.